# Pontboset
Pontboset – miejscowość i gmina we Włoszech, w regionie Dolina Aosty.
Według danych na styczeń 2009 gminę zamieszkiwało 197 osób przy gęstości zaludnienia 5,8 os./1 km².